# Teatr Lalek Rabcio
Teatr Lalek RABCIO – polski, państwowy teatr lalek w Rabce-Zdroju, założony w 1949 roku.  

## Historia

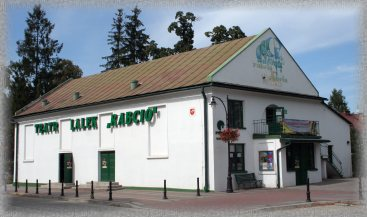
Budynek, w którym mieściła się scena Rabcia do 2020 roku.

Rabcio powstał jako teatr amatorski dla dzieci przebywających w sanatoriach w Rabce. Inicjatorką sceny była Stanisława Rączko, pracująca jako pedagog w Referacie Pedagogicznym w Zespole Sanatoriów Przeciwgruźliczych w Rabce, kierowanych wówczas przez doktora Stanisława Tarnawskiego. Pierwszymi współpracownikami Stanisławy Rączko byli: plastyk Olgierd Sawicki, który zaprojektował przenośną scenę, oraz Władysław Biedroń i Stanisław Ciężadlik, pierwsi konstruktorzy lalek, projektanci dekoracji, wykonawcy strojów i rekwizytów. Inauguracja Teatru odbyła się 12 listopada 1949 roku w Sanatorium Dziecięcym w Rabce. Wystawiono adaptację baśni Marii Konopnickiej „O krasnoludkach i sierotce Marysi" w reżyserii Stanisławy Rączko, z dekoracjami Olgierda Sawickiego, z muzyką Zofii Konopczyny. Przy okazji pierwszego przedstawienia wybrano wspólnie z publicznością nazwę dla teatru — „Rabcio-Zdrowotek”.
W swojej czterdziestoletniej historii Państwowy Teatr Lalek „Rabcio" w Rabce miał kolejno co najmniej cztery nazwy: „Teatr Kukiełek", Teatr Rabcio-Zdrowotek". „Podhalański Teatr Lalek", oraz obecną. Nazwy miał aż cztery, za to własnej sceny ani jednej, choć jego istnienie wiąże się w Rabce z kilkoma adresami: Podhalańska 6, Pocztowa 6 i Parkowa 1.
Do sezonu 1982/83 nie był umieszczony w żadnym budynku. Uzyskanie siedziby przy ul. Podhalańskiej 6 pozwoliło na urządzenie prowizorycznej sali widowiskowej. Jest to właściwie sala prób, wygospodarowana pomiędzy pomieszczeniami administracji a pracowniami. Tę salę przekształca się okazjonalnie w salę widowiskową, która mieści około 100 widzów.
Anna Leszczyńska, objąwszy dyrekcję „Rabcia" w 1985 roku, dokupiła willę „Watra" przy ul. Pocztowej 6, czyniąc z niej Dom Aktora. W willi mieści się administracja Teatru, mieszkania służbowe i pokoje gościnne zawsze otwarte dla gości. Nieco wcześniej, bo 1 czerwca 1980 roku, Teatr otrzymał od władz miasta Rabka zabytkowy budynek przy ul. Parkowej 1, po byłej restauracji „Gwiazda". Od 1986 roku trwały prace nad projektem zaadaptowania „Gwiazdy" na nową siedzibę Rabcia. Projekt został opracowany przez Zespół Autorskich Pracowni Architektonicznych w Gdańsku. Teatr „RABCIO" czeka na mecenasa remontu.

## Premiery

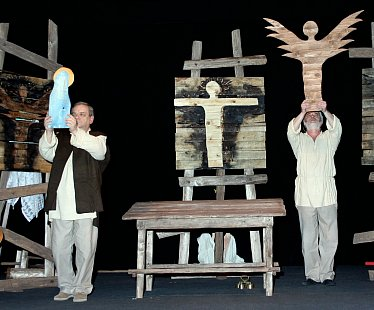
"Pastorałka", scena zwiastowania

## Premiery[1]

### 1949-1970
| Nazwa spektaklu                       | Data premiery                      |
| ------------------------------------- | ---------------------------------- |
| O krasnoludkach i Sierotce Marysi     | 12 XI 1949                         |
| Leśne Przygody                        | 15 IX 1950                         |
| O Kasi, co gąski zgubiła              | 23 IX 1950 (wznowienie 23 V 1957)  |
| Koci Domek                            | 23 V 1952                          |
| Niespodzianki Rabcia                  | 29 XI 1952                         |
| Supełek-Węzełek                       | 9 VII 1953                         |
| Trzy Niedźwiadki                      | 20 XII 1953                        |
| O Kotku Uparciuszku                   | 14 III 1954                        |
| Skoczek-Toczek                        | 15 XI 1954                         |
| Niezwykły wyścig                      | 30 V 1955                          |
| Dziad Wszystkozjad                    | 10 XII 1955                        |
| Baśń o Zaklętym Kaczorze              | XI 1956                            |
| Historia cała o niebieskich migdałach | 20 XII 1957                        |
| Szewc Dratewka                        | 12 XII 1958                        |
| Z przygód Krasnala Hałabały           | 27 XI 1959                         |
| Błyszczący kluczyk                    | 20 V 1960                          |
| O złym księciu Popielu                | 27 III 1961                        |
| O Piaście Kołodzieju                  | 2 X 1961                           |
| Szu-Hin                               | 16 III 1962 (wznowienie 18 V 1967) |
| Krawiec Niteczka                      | 30 VIII 1962                       |
| Miś Tymoteucz Rym-Cim-Ci              | 22 II 1963                         |
| Lis Włóczykita                        | 22 II 1963                         |
| Kajtus Czarodziej                     | 3 X 1963                           |
| Tygrysek                              | 8 IV 1964                          |
| Pinokio                               | 5 IX 1964                          |
| Hej, idem w las                       | 20 VI 1965 (wznowienie 1973)       |
| Krakowska malowanka                   | 15 X 1966                          |
| Teatr Supełka                         | 15 X 1966                          |
| Tomek w Krainie Dziwów                | 6 X 1967                           |
| Flisak i Przydróżka                   | 31 V 1968                          |
| Bamba w Oazie Tongo                   | 23 V 1969                          |
| Miś Bąbelek wśród rozbójników         | 23 V 1969                          |
| O Zwyrtale muzykancie                 | 20 V 1970                          |

### 1971-1990
| Nazwa spektaklu                                            | Data premiery                       |
| ---------------------------------------------------------- | ----------------------------------- |
| Baśń o zaklętym kaczorze                                   | 31 VIII 1971                        |
| Niebieski piesek                                           | 6 V 1972                            |
| Miś Tymoteusz Rym-Cim-Ci                                   | 15 X 1972                           |
| Bajki pana Brzechwy                                        | 26 VI 1973                          |
| Cudowna Lampa Alladyna                                     | 25 V 1974 (wznowienie 19 V 1979)    |
| Chcę być duży                                              | 28 X 1974                           |
| Alicja w Krainie Czarów                                    | 24 III 1975                         |
| Przyjaciele                                                | 15 V 1976                           |
| Królowa Śniegu                                             | 13 X 1976 (wznowienie 22 XI 1980)   |
| Kije Samobije                                              | 15 IX 1977                          |
| Tomcio Paluch                                              | 2 XII 1977                          |
| O tym jak Staszek nie biesów dla śpiących rycerzy zbójował | 9 IV 1978                           |
| Zimowa przygoda                                            | 11 XI 1978                          |
| Botafogo                                                   | 10 V 1980                           |
| Przygody Koziołka Matołka                                  | 20 V 1981                           |
| Przygody Wiercipięty                                       | 12 IX 1981 (wznowienie 24 III 1983) |
| Za siedmioma górami                                        | 13 III 1982                         |
| Kaczka-Działaczka                                          | 24 VII 1982 (wznowienie VI 1985)    |
| O kotku Herkulesie                                         | 28 XI 1982 (wznowienie 30 l 1990)   |
| Co wom powim, to wom powim                                 | 13 II 1983                          |
| Szelmostwa Lisa Witalisa                                   | 5 VI 1983 (wznowienie 15 VI 1985)   |
| Misie Ptysie                                               | 28 XI 1983                          |
| Szewczyk Dratewka                                          | 9 VI 1984                           |
| Żabonada                                                   | 6 XII 1985                          |
| Czerwona Czapeczka                                         | 27 III 1986                         |
| Taki jeden wieczór                                         | 8 XI 1986                           |
| Pchła Szachrajka                                           | 29 Xi 1986                          |
| Lalka R2                                                   | 27 IV 1987                          |
| Kopciuszek                                                 | 10 VI 1987                          |
| Krzesiwo                                                   | 25 VIII 1987                        |
| Słoneczny Zajączek                                         | 8 I 1988                            |
| Psia dola                                                  | 1989                                |
| Mały Książę                                                | 21 II 1989                          |
| Bajka o rybaku i złotej rybce                              | 16 IX 1989                          |
| Zemsta wróżki                                              | 29 IX 1990                          |

### 1991-2005
| Nazwa spektaklu                    | Data premiery                            |
| ---------------------------------- | ---------------------------------------- |
| Księżniczka na ziarnku grochu      | 11.XI 1991                               |
| Szelmostwa Lisa Witalisa           | 5 VI 1991                                |
| Szalona klasa                      | 8 II 1992                                |
| Królewna kułeczka                  | 8 VIII 1992                              |
| Hej kolęda, kolęda!                | 22 XII 1992                              |
| Żywot Wawry wśród żywotów świętych | 4 IV 1993                                |
| Jaś i Małgosia                     | 8 IX 1993                                |
| Wesele                             | 3 VI 1994                                |
| Czarodziejskie knedle              | 10 IX 1994                               |
| Czerwony Kapturek                  | 1 II 1995                                |
| Król Maciuś Pierwszy               | 19 VIII 1995                             |
| Rewia na podwórku                  | 31 ! 1996                                |
| Zabawy z Puchatkiem                | 17 VIII 1996                             |
| Czarownice z szafy na szczotki     | 1 II 1997                                |
| Pinokio                            | 16 VIII 1997                             |
| O Kasi, co gąski zgubiła           | 21 II 1998                               |
| Wakacje smoka Bonawentury          | 22 VIII 1998                             |
| O krasnoludkach i sierotce Marysi  | 27 II 1999                               |
| Książę Pipo                        | 28 VIII 1999                             |
| Opowieści pana Andersena           | 26 II 2000                               |
| Akademia pana Brzechwy             | 7 X 2000                                 |
| Szelmostwa Lisa Witalisa           | 14 V 2001                                |
| O rybaku i złotej rybce            | 12 VI 2001                               |
| Syn gwiazdy                        | 25 VIII 2001                             |
| Miś Tymoteusz Rym-Cim-Ci           | 9 II 2002 (wznowienie X 2007 i XII 2014) |
| Spowiedź w drewnie                 | 19 VI 2002                               |
| Opowieść o Tezeuszu wg Minotaura   | 26 X 2002                                |
| Szewc Kopytko i kaczor Kwak        | 29 III 2003                              |
| Wlazł kotek na płotek              | 23 VIII 2003                             |
| Kopciuszek                         | 27 IX 2003                               |
| O krasnoludkach i sierotce Marysi  | 24 I 2004                                |
| Tomcio Paluszek                    | 2 X 2004 (30 IX 2011 i 30 IX 2016)       |
| Tygrysek Pietrek                   | 12 II 2005 (wznowienie 17 XII 2010)      |
| Królowa śniegu                     | 1 X 2005                                 |

### 2006-2010
| Nazwa spektaklu                     | Data premiery                       |
| ----------------------------------- | ----------------------------------- |
| Jak Janosik pokutował               | 4 II 2006                           |
| Piesek, który był niebieski         | 2 X 2006                            |
| Bajka                               | 25 XI 2006                          |
| Pastorałka                          | 13 I 2007                           |
| Kiedy Króla boli ząb                | 17 II 2007                          |
| Kum i Plum                          | 29 IX 2007                          |
| O!!! Czerwony Kapturek              | 23 II 2008                          |
| Kukułcze jajo czyli ptasie przygody | 27 IX 2008 (wznowienie 23 XII 2013) |
| Co Wom powim, to Wom powim          | 26 IX 2009                          |
| Kot w butach                        | 7 II 2010 (wznowienie 6 III 2020)   |
| Piękna i Bestia                     | 1 X 2010 (wznowienie 2022)          |

### 2011-2020
| Nazwa spektaklu                   | Data premiery                   |
| --------------------------------- | ------------------------------- |
| Syn Gwiazdy                       | 14 I 2011                       |
| Kot, który merdał ogonem          | 26 III 2011                     |
| la serva padrona                  | 7 I 2012                        |
| Karius i Baktus                   | 21 I 2012 (wznowienie 6 X 2017) |
| Szelmostwa lisa Witalisa          | 29 IX 2012                      |
| O Calineczce malutkiej dzieweczce | 29 VIII 2013                    |
| Pinokio                           | 8 I 2016                        |
| Pchła Szachrajka                  | 13 I 2017                       |
| Brzydkie Kaczątko                 | 5 I 2018                        |
| Idziemy do Panamy                 | 28 IX 2018                      |
| Mały Książę                       | 27 III 2019                     |
| Złodziejski Majster               | 14 IX 2019                      |
| Gwałtu, co się dzieje!            | 18 I 2020                       |
| Letni Dzień                       | X 2020                          |

### Od 2021
| Nazwa spektaklu          | Data premiery |
| ------------------------ | ------------- |
| Kominiarczyk             | 29 I 2021     |
| Skrzaty domowe           | 2021          |
| Ballady i romanse        | 27 IX 2022    |
| W Międzyczasie           | 10 XII 2022   |
| Robaczki                 | 29.04.2023    |
| Oto Rabcio!              | 30 IX 2023    |
| Makbet                   | 30 XII 2023   |
| Luna                     | 16 III 2024   |
| Mały Książę (wznowienie) | 20.04.2024    |
| Pieśń Góry               | 16 XI 2024    |
| Złodziejski Majster      | 2025          |